# Ripensersamfundet
Ripensersamfundet er en forening for tidligere elever og lærere fra Ribe Katedralskole. Foreningen er stiftet 27. marts 1912 og talte ved udgangen af 2020 ca. 1300 medlemmer.
Ripensersamfundets formand er Hans Jørn Kolmos.
Foreningen holder generalforsamling og årsmøde i februar samt reception for alle jubilarer på Ribe Katedralskole efter den årlige translokation fredagen før den sidste lørdag i juni.

## Ripenserbladet
Foreningen udgiver medlemsbladet Ripenserbladet, der udkommer tre gange om året.
Første udgave udkom i februar 1916 og fra første nummer kunne man finde navnet K. H. Rosenstand som ivrig skribent.
Bladet er kendetegnet ved at beskrive livet i og omkring Ribe Katedralskole, både før og nu. 
Hvert nummer har notitser omkring større og mindre nyheder i Ribe.